# Viaduc de Segré sur l'Oudon
Le viaduc de Segré enjambe l'Oudon et permet ainsi le contournement nord de Segré-en-Anjou Bleu par la RD775, en Maine-et-Loire et la région Pays de la Loire en France. Il permet la liaison rapide entre Le Lion-d'Angers et Ombrée d'Anjou et accueillera la future voie express Rennes - Angers, il devra cependant être doublé par un autre viaduc similaire pour supporter 4 voies de circulation.

## Description
L'ouvrage est un pont à poutre en caisson réalisé en béton précontraint, mesurant environ 300 m, répartis en 4 travées pour 3 piles. Le tablier a été coulé en place à l'aide d'équipages mobiles.
Il supporte deux voies de circulation pour automobiles, limitées à 90 km/h, ainsi que de deux trottoirs.

## Galerie

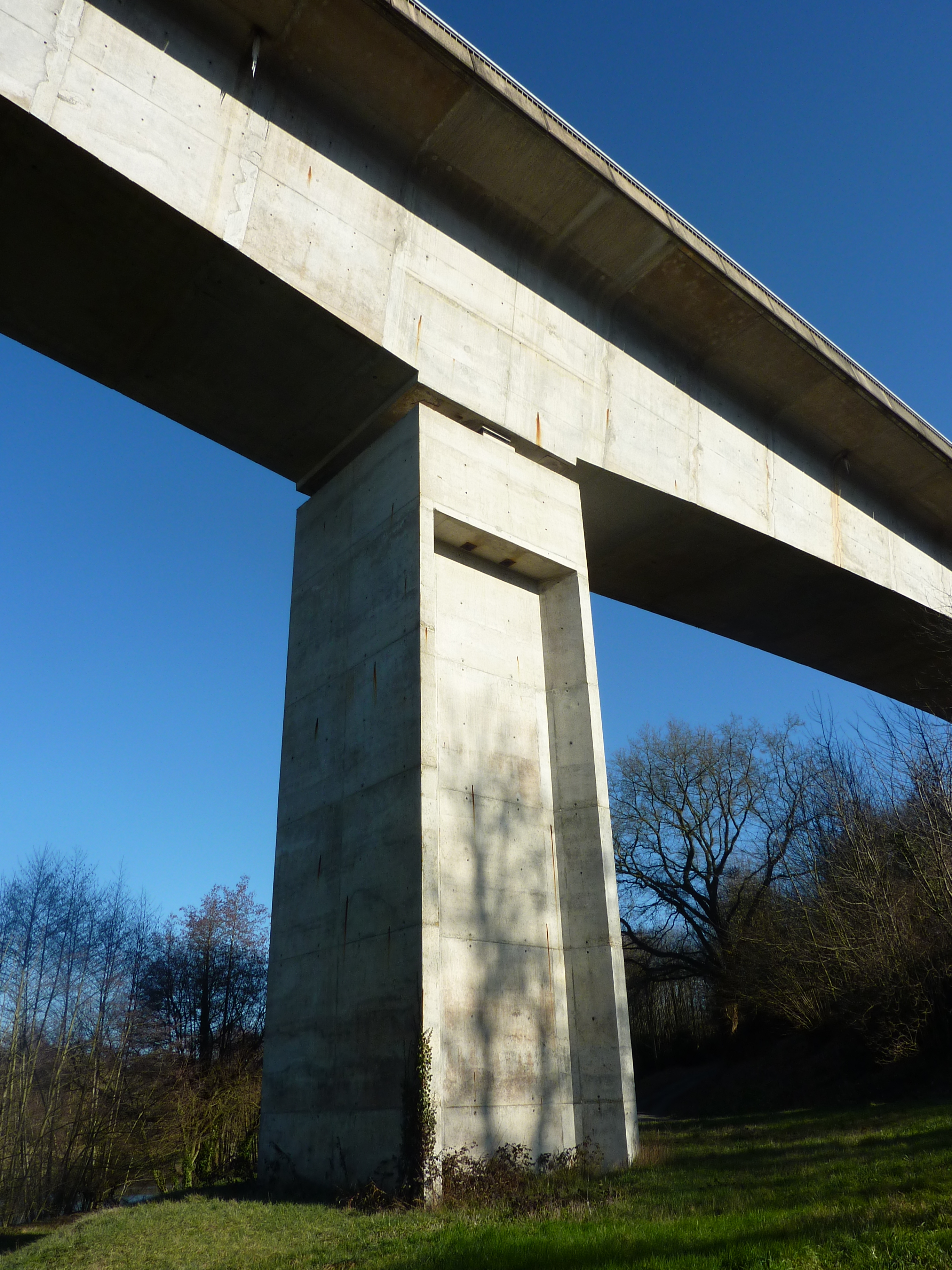
Détail d'une pile et d'un voussoir sur pile
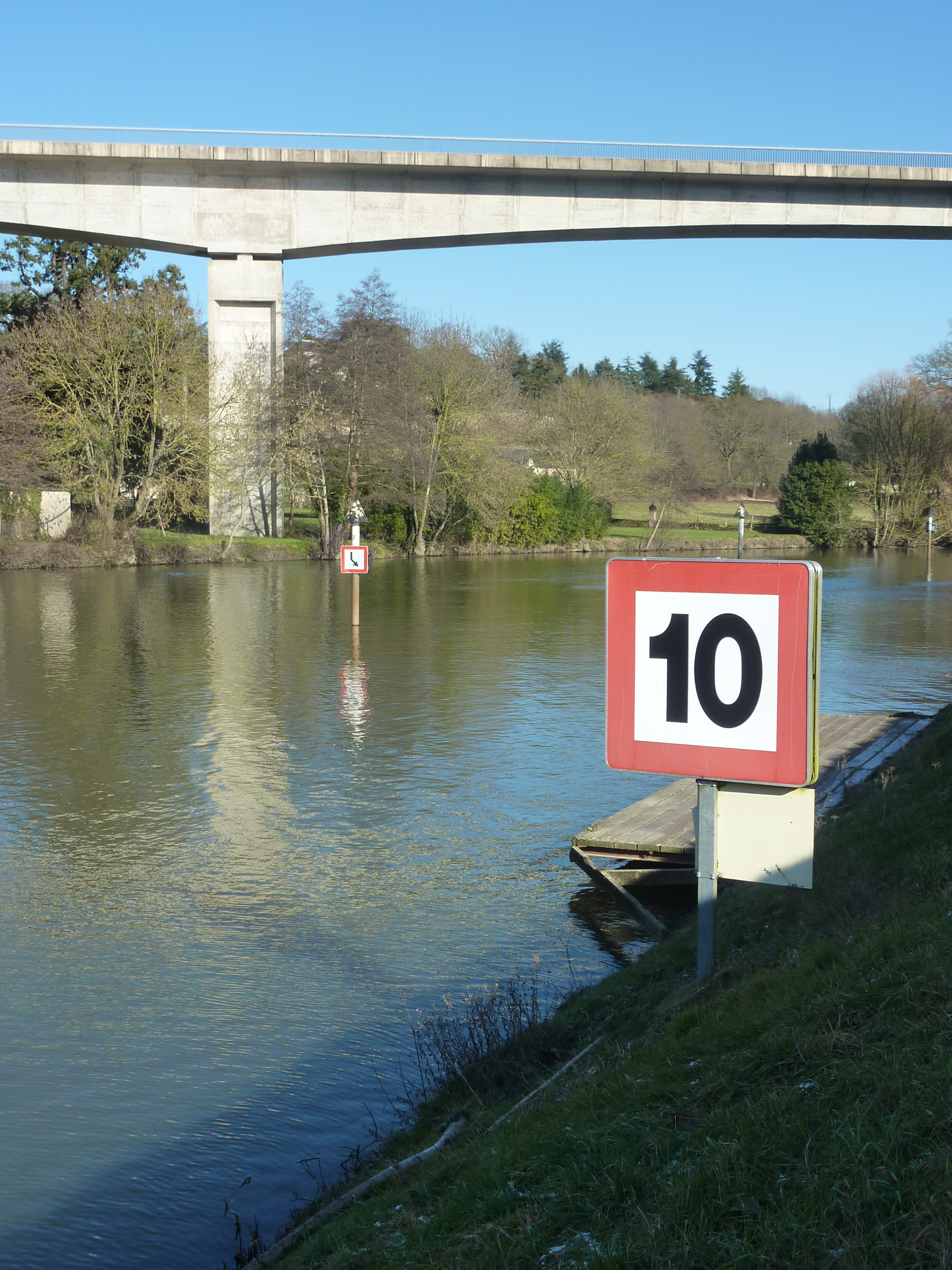
Vue du viaduc depuis l'écluse, en amont
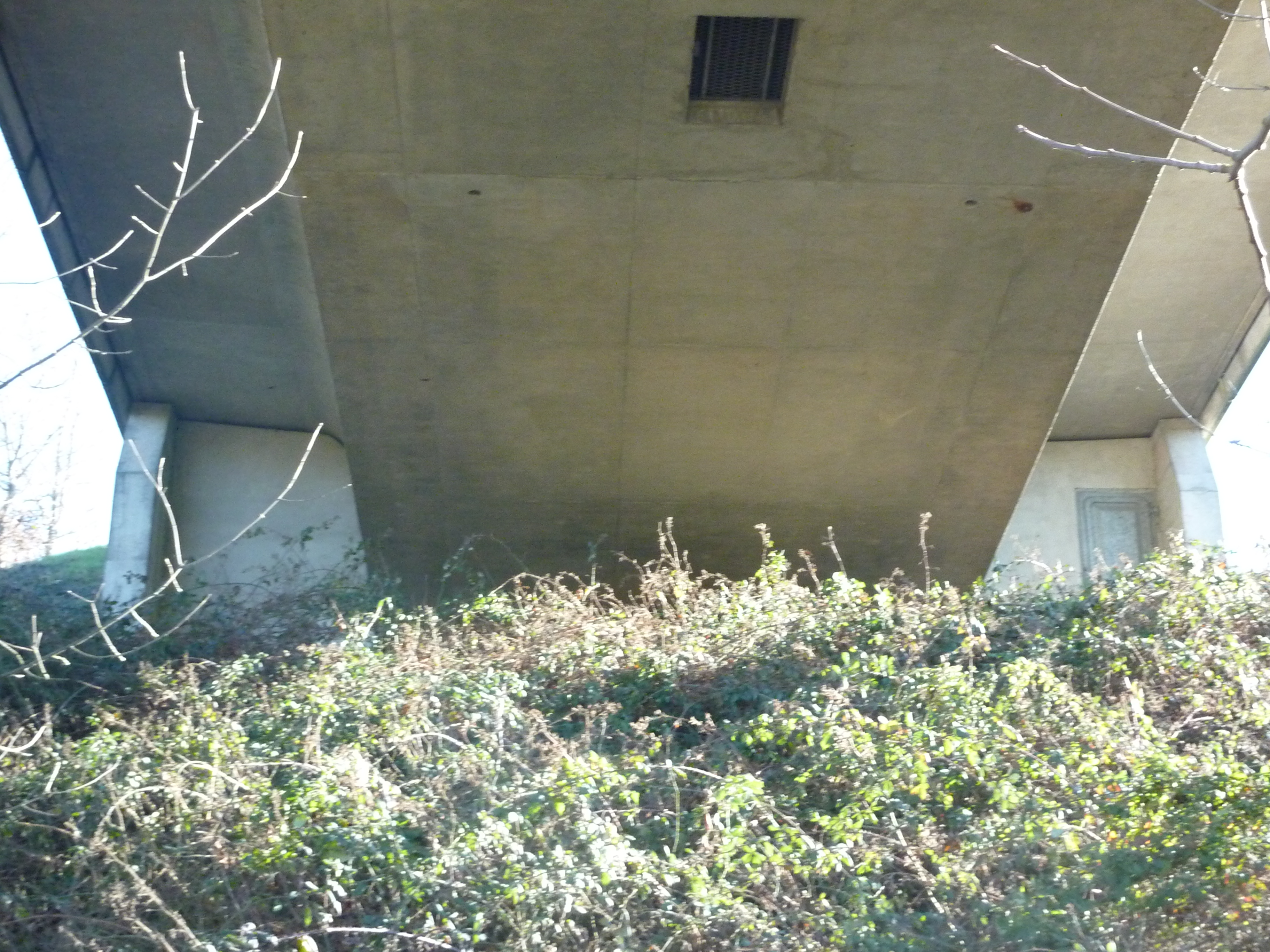
Culée sud